# Katthammarsvik
Katthammarsvik ist eine Ortschaft (småort) im Östergarnland an der in die Ostsee vorspringenden Ostküste der schwedischen Insel Gotland.
Das Östergarnland wird vom Grogarns- und Östergarnsberg, zwei Kalksteinhügeln charakterisiert. Dazwischen liegen Landwirtschafts- und Weideflächen. Westlich der Katthammarsbucht setzen sich Strandwiesen und Heideweiden fort. Die steinige Küste ist von Felsabhängen geprägt. Entlang der Straße zum Hafen breitet sich die Ortschaft Katthammarsvik aus.

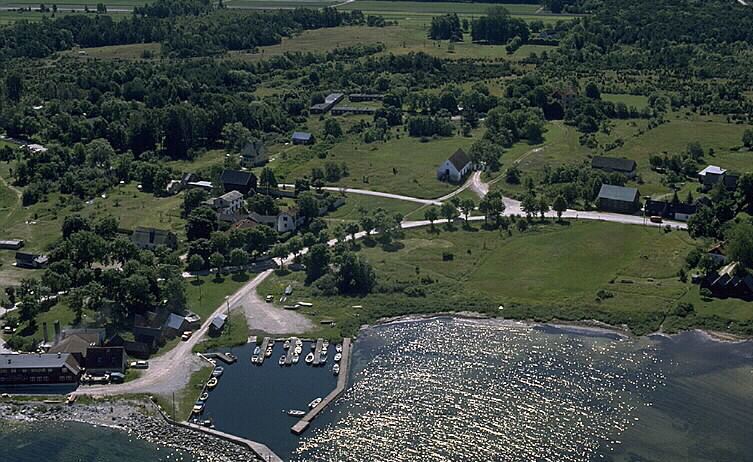
Katthammarsvik

## Kalksteinindustrie
Mitte des 17. Jahrhunderts wurde an den Felshängen bei Katthammarsvik Kalkstein gebrochen. Es wurden Kalköfen und Kalkschuppen errichtet. Kalk und Kalkstein wurden vom Hafen aus verschifft. Die Arbeiten erreichten Mitte des 19. Jahrhunderts ihren Höhepunkt. Meist waren um die 30 Personen mit dem Bruch, dem Transport und dem Betrieb der ehemaligen Drahtseilbahn beschäftigt, die den Stein vom Gannberg zum Hafen beförderte. Der Steinbruch wurde 1921 aufgegeben. In der Bucht liegen die großen Kalkpatronhöfe, Katthamra und Borgvik.

## Katthamra

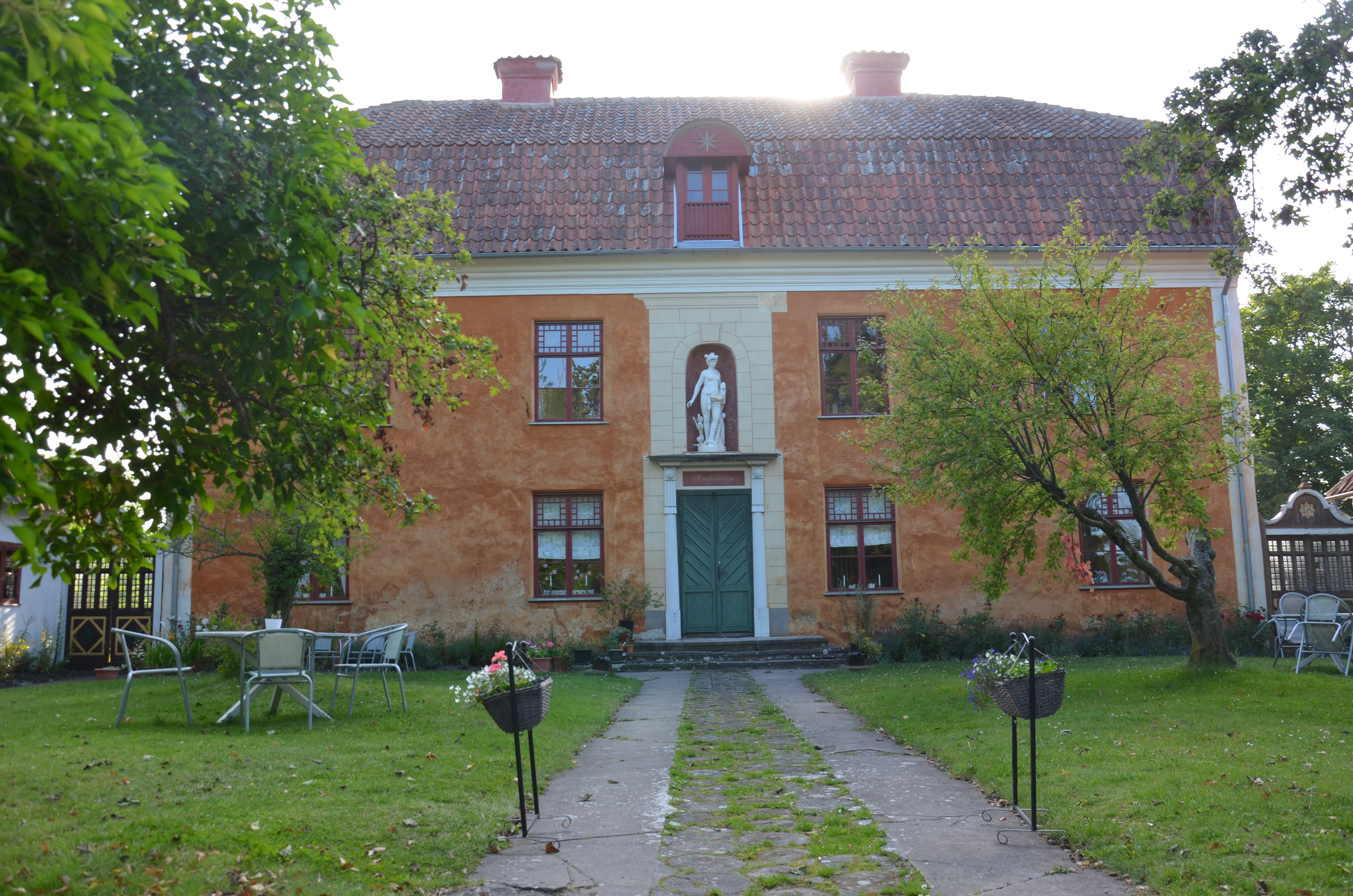
Katthamra

Hauptgebäude und Flügel von Katthamra wurden im 17. Jahrhundert aus Stein gebaut. Magazin und Scheune kamen später hinzu. Zu Beginn des 19. Jahrhunderts wurde der Hof modernisiert. Das Hauptgebäude erhielt mit einem Obergeschoss sein heutiges Aussehen. Innen wurden beide Stockwerke mit Wandmalereien im Empirestil verziert. Verantwortlich für die Umgestaltung in einen Herrenhof war der Kaufmann Axel Hägg, der in die Familie Dubbe eingeheiratet hatte. Jacob Dubbe war der bekannteste Kaufmann der Insel (siehe Jacobsbergs park). Die Familie Hägg bewohnte Katthamra bis 1951. Dann wurde der Hof an den Schwedischen Fremdenverkehrsverein verkauft und in eine Jugendherberge verwandelt. Das Hauptgebäude ist der Öffentlichkeit zugänglich.

## Borgvik

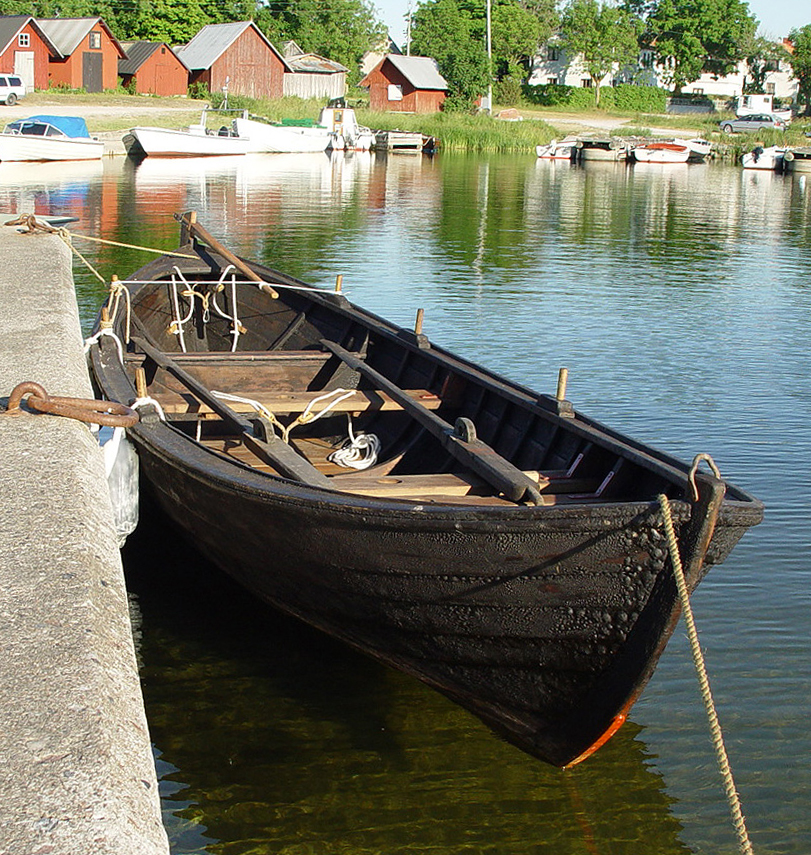
Hafenansicht

Borgvik konnte seinen Charakter als Kalkpatronhof des 18. Jahrhunderts bewahren, obwohl das Hauptgebäude verändert wurde, nachdem der Hof Pensionat geworden war. Auf dem Hofgrundstück steht ein zweigeschossiges Packhaus mit Schieferdach. Das Brauhaus enthält eine Backstube mit zwei Öfen, daneben liegt die ehemalige Schmiede. Weiter unten zum Meer hin befindet sich die Leinenküche. Zum Hof gehört auch ein Bohlenhausmagazin mit zwei Stockwerken. An zwei Seiten ist der Hof noch von hohen Mauern mit treppengiebelförmigen Portalen umgeben. Am Hafen liegen die Ruinen des Kalkofens und des Gefängnisses. Heute ist Borgvik touristisch erschlossen mit Pensionat, Café und Kunsthandwerksladen. Es konserviert ein Milieu, das zeigt, wie ein Kalkpatronhof auf Gotland im 18. Jahrhundert ausgesehen haben mag.
Bei der übrigen Altbebauung in Katthammarsvik kontrastiert der Charakter der grauen Kalkpatronhöfe mit den einfachen Bohlenhäusern der Arbeiter entlang der Landstraße und den Behausungen der Fischer. Der Länsmanshof, ein stattliches Steingebäude mit einem Hochkeller, stammt aus dem frühen 19. Jahrhundert, genauso wie das Sommerhaus Annas nöje, dessen zweigeschossiges Hauptgebäude einen prachtvollen Barockgiebel besitzt, inspiriert vom Giebel des so genannten Torsmanska hus am Visbyer Hafen. Der Kaufmann Jacob Dubbe schenkte dieses Haus seiner Frau Anna Torsman.
Katthammarsvik wurde kurz vor der Wende zum 20. Jahrhundertwende ein begehrter Ferienort. Es wurden Sommervillen im Schweizer-Stil mit großen Glasveranden errichtet.